# Старий Зимовий палац
59°56′33″ пн. ш. 30°19′04″ сх. д. / 59.942614° пн. ш. 30.317794° сх. д.

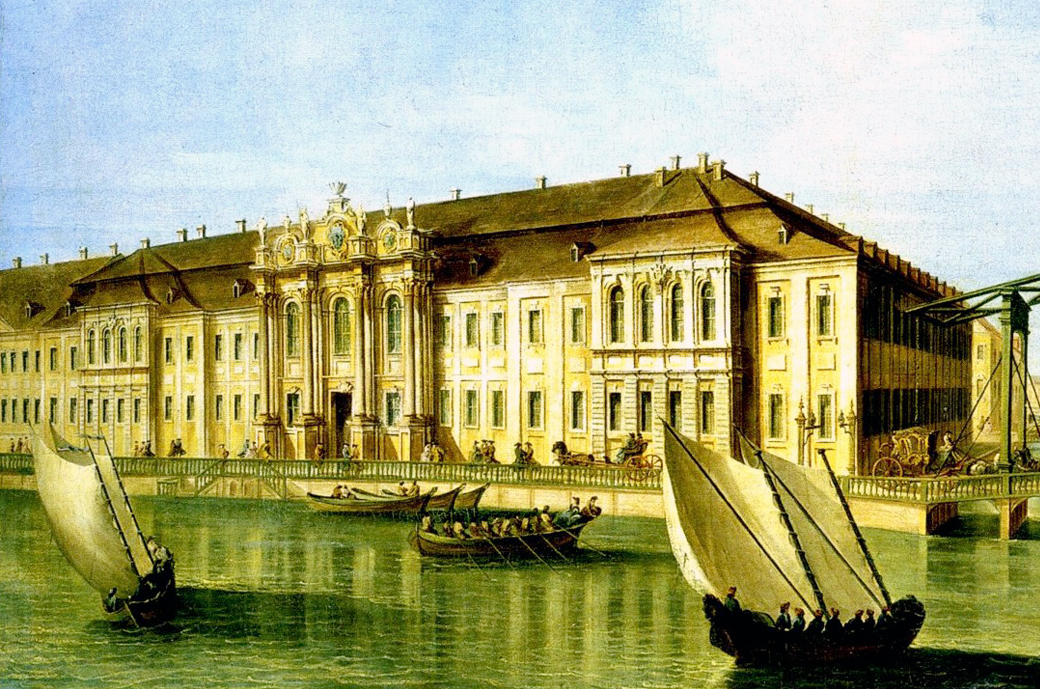
Зимовий палац Петра І у 1750-х роках

Старий Зимовий палац, Зимовий палац Петра́ I — особиста резиденція російського імператора Петра І-го зведена на лівому березі річки Нева (Дворцова набережна) біля Зимової канавки на початку 18 сторіччя. Зимовий палац частково зберігся інтегрованим у будівлю Ермітажного театру, що входить до Державного Ермітажу Росії.

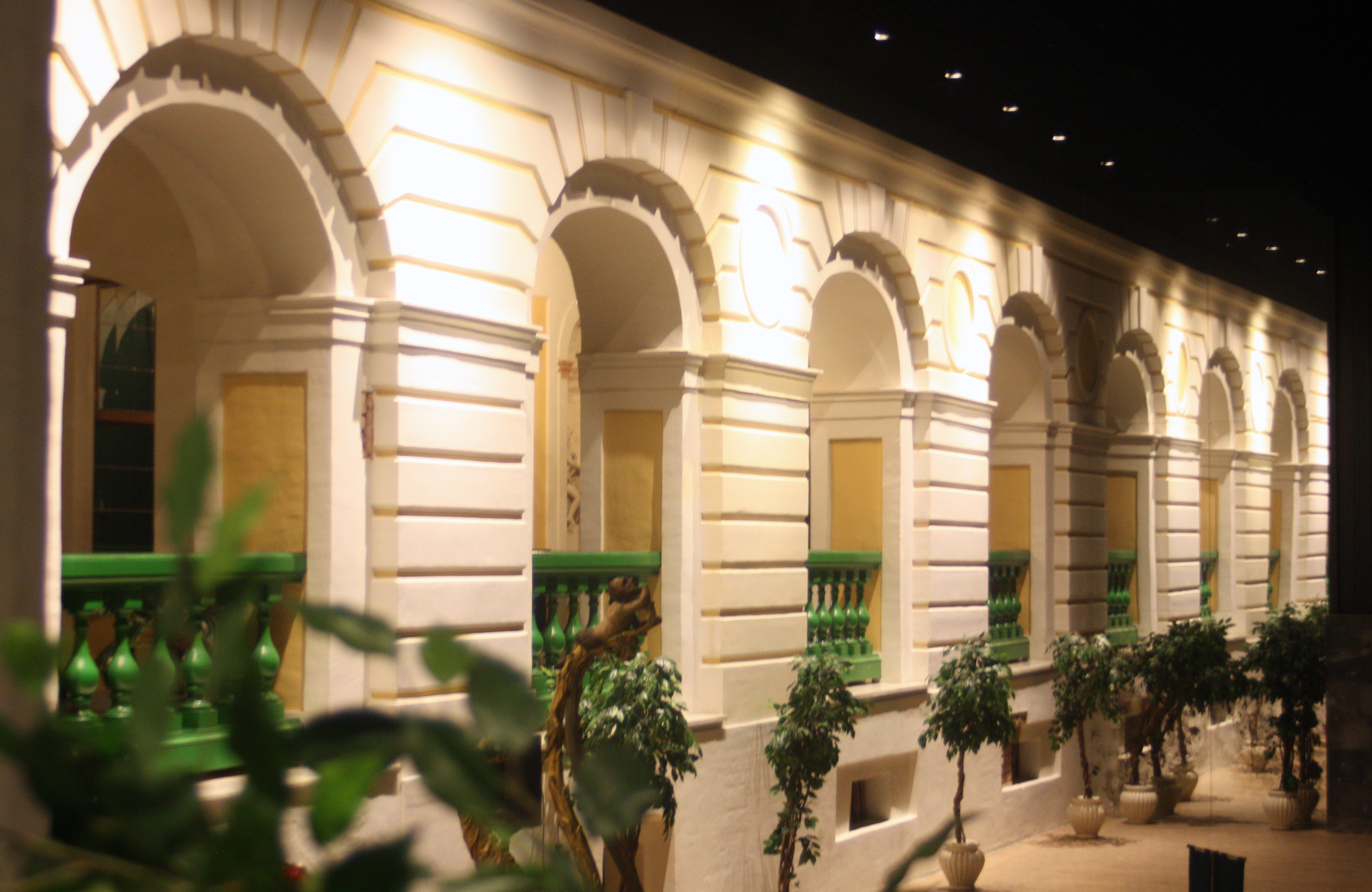
Аркада парадного подвір'я

У 1712 році на Адміралтейському острові біля двору корабельного майстра Теодосія Скляєва (потім Запасний будинок Зимового палацу) поміж Мільйонною вулицею й берегом Неви побудовані Весільні палати Петра І-го.

## Малі палатки— 1-ий етап будівництва 1716-19 років
Місце було обрано самим Петром І-им є найліпшим за видами на усе місто: панорами Неви перед Стрілкою Васильєвського острова, далі берегів Великої Неви, простори Малої Неви, що відкриті у Фінську затоку Балтійського моря, будинок князя Меншикова.
До 1716 року ділянка Весільних палат збільшилася на північ з влаштування набережної на палях по мілководдю Неви, яка існує до й сьогодні. Того ж року почалося будівництво палацу за проектом архітектора Георга Маттарнові, що завершилося 1720 року з заселенням царської сім'ї. За цей період було зведено тільки західна частина Зимового палацу вздовж ще планованої Зимової канавки поміж річками Нева та Мійка. Вже 27 грудня 1720 року у Зимовому палаці проведена 1-ша Петрівська асамблея.

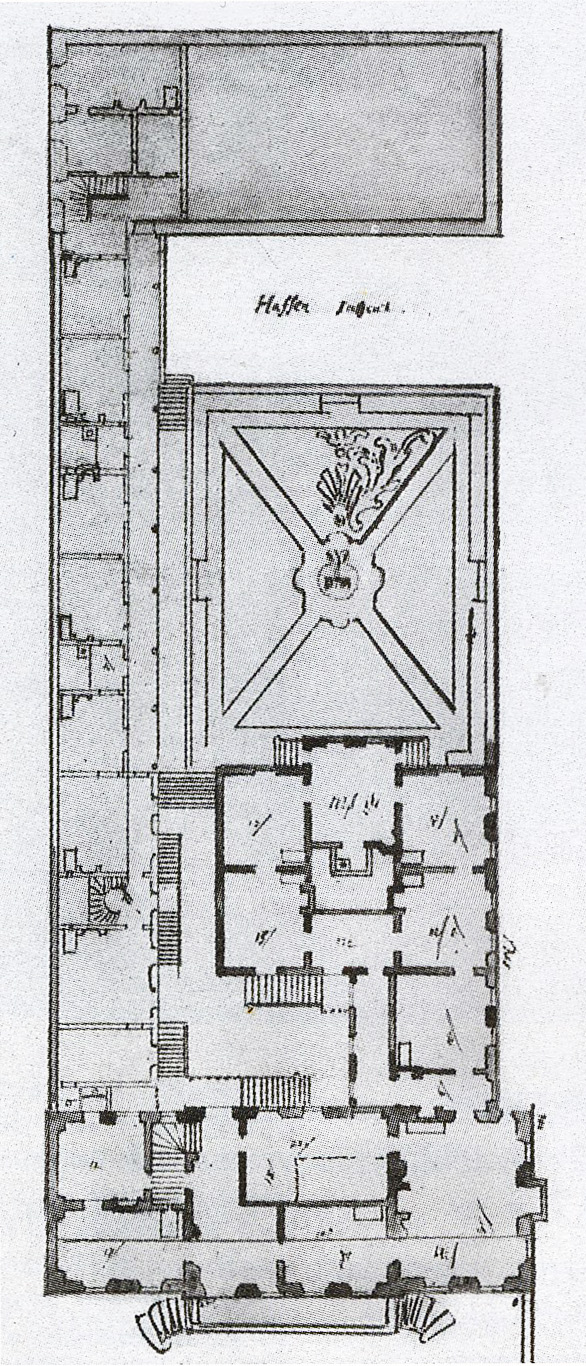
Георг Маттарнові. Проект плану 1-го поверху. 1716 рік

Головний фасад нагадував заможне європейське житло.
Центральний ризоліт з чотирма вікнами рустований на 1-му поверсі, а на 2-му — прикрашений доричним орденом. У трикутному фронтоні дві алегоричні фігури підтримували картуш гербу, увінчаного короною. Бокові частини фасаду з широкими лопатками між вікнами прикрашені панелями у рамках з гірляндами.
Дах голландського типу з переломом над ризолітом у вигляді шатра з декоративною вазою.
Кімнати не перевищували 18 кв. метрів. У корпусі, що виходив на Неву великой зал площею 75 кв. метрів й зал на куті з Зимоваю канавкою площа 41 кв. метрів. Г-подібний коридор, що відділяє кімнати царя.

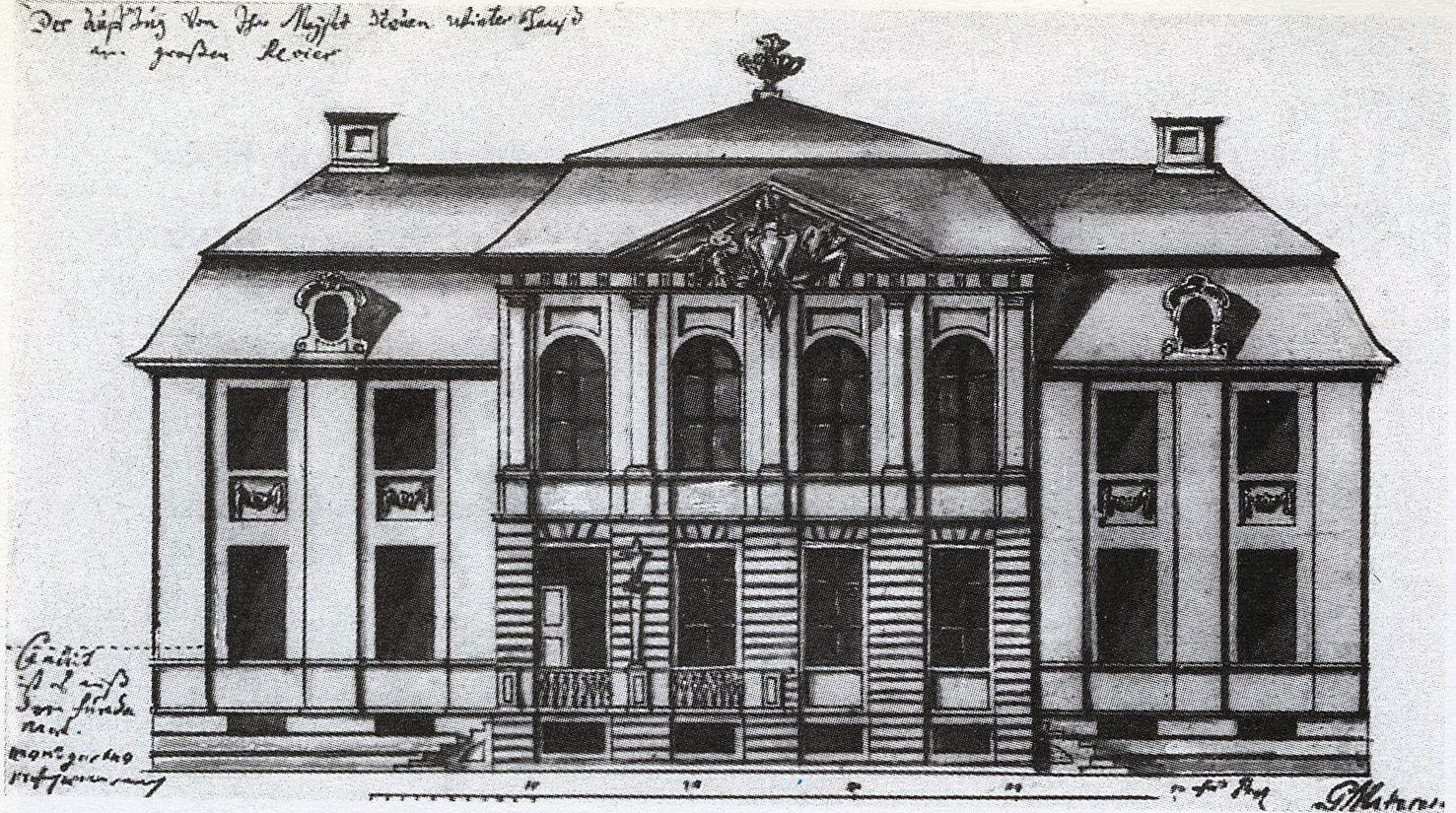
Г. Маттарнові. Проект фасаду. 1716 рік

За ескізами Маттарнові палац був оздоблений усередині червоним мармуром на стінах Великої зали, гіпсовими барельєфами, дубовими дверима та вікнами. У палаці було 4-ри дубові сходини й дубова підлога у французькому стилі з рамами.
Окремо був зведений службовий корпус з галереєю, елінг для зберігання й ремонту вітрильного ботіка Петра І. Між елінгом й житловим корпусом була маленька гавань з розміром 7,5 м на 16 м та партерний квітковий садочок з фонтанчиком на перехресті діагональних стежок площею 16 м на 19 м. Внутрішнє подвір'я було викладено жовтою голландською цеглою.

## Нові набережні палати— 2-ий етап будівництва 1719-23 років

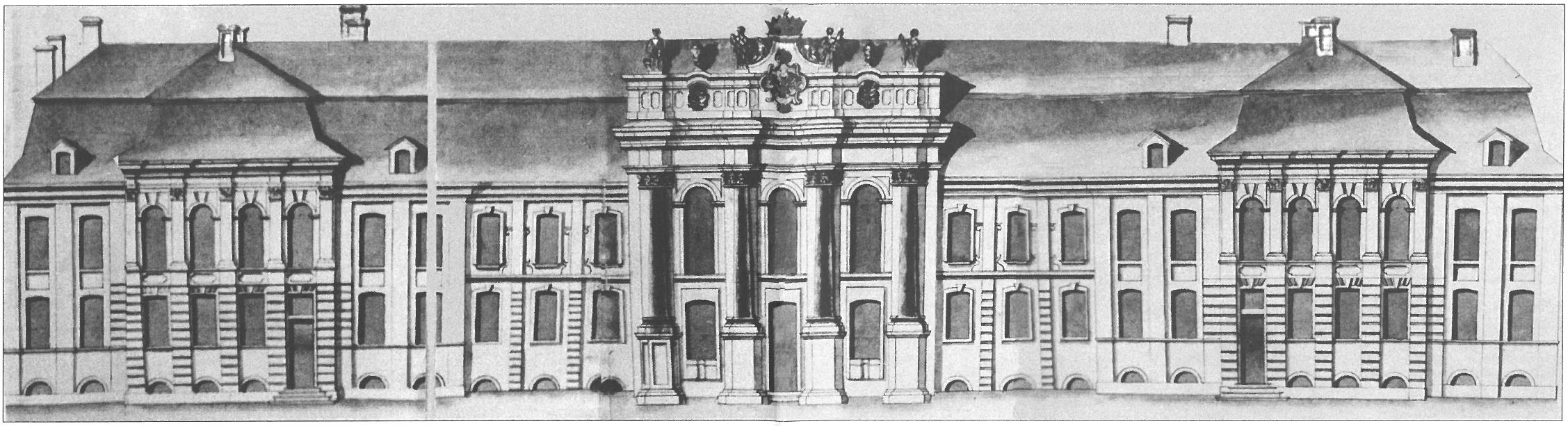
Фасад «Нових зимових набережних палат».
Архітектор Микола Гербель. Національний музей Швеції

Архітектор Георг Маттарнові помер 2 листопада 1719 року й подальшу розбудову палацу продовжив архітектор Микола Гербель. Він добудував у 1719-22 роках до Зимового палацу на сході й центрі нові набережні палати. У новий урочистий фасад органічно вписалася побудована на початку західна частина. Для досягнення єдності зі західною частиною Гербель повторює західний ризаліт на сході будівлі. У центрі фасаду Гербель повторює ефект римської цезарської трьохпролітної Тріумфальної арки Септімія Севера. Масивні колони коринфського ордеру на високих п'єдесталах притулені до парних пілястр, утворюють з 4-ьох опор витягнутий угору портик у стилі бароко з антаблементом раскріпованого ордеру. Високий, складний аттік з чисельними виступами й западинами, підкресленими рамками, з 3-мабарочними картушами вище вікон. Центральний картуш прикрашений фігурами й короною на п'єдесталі має ускладнену форму у німецькому стилі. По осях колон 4-ри статуями-алегоріями характерні петрівському часу атрибутами.
Зимовий палац Петра І став найурочистішим палацом Петербургу свого часу й заклав основу архітектурного ансамблю наступної забудови Санкт-Петербургу.

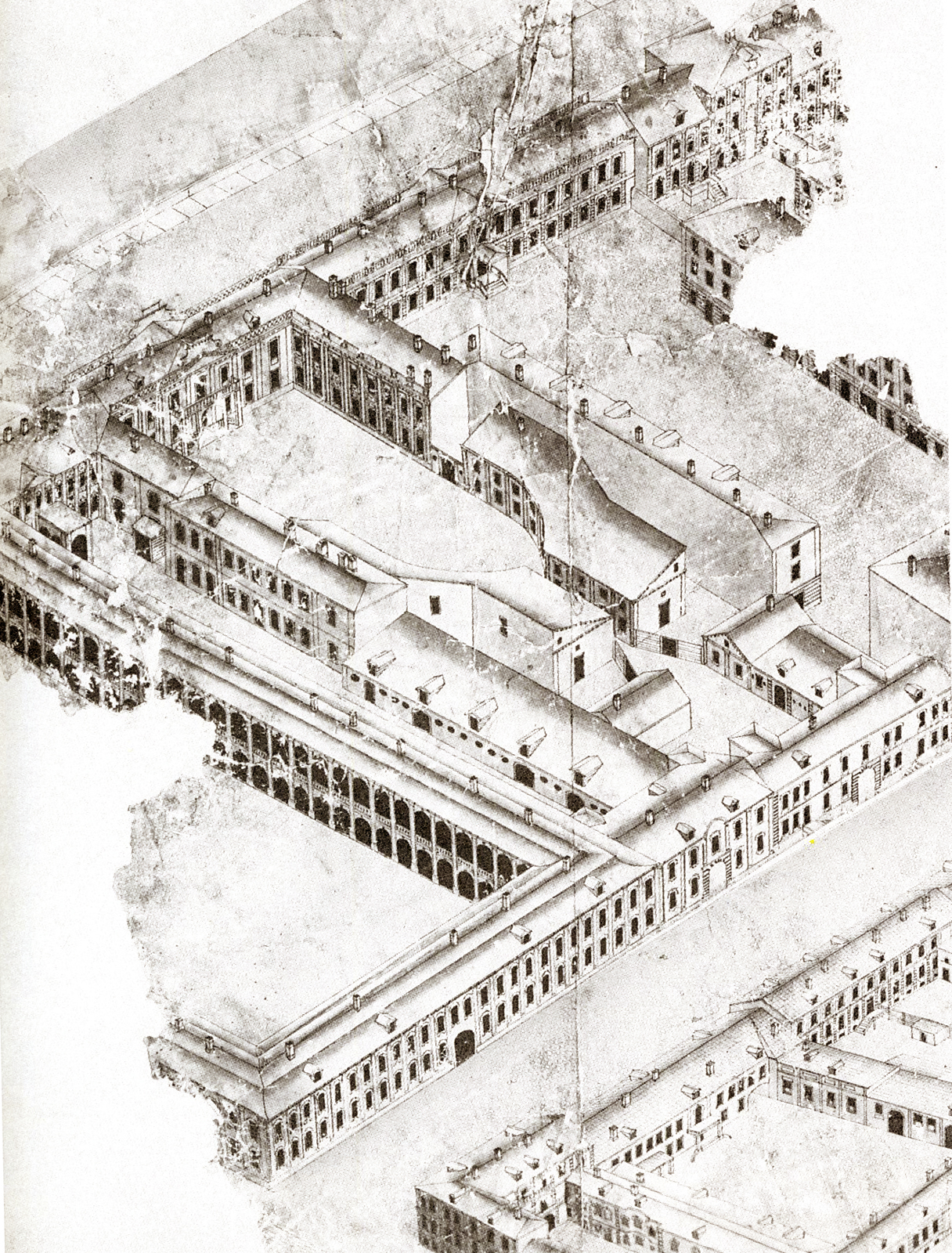
Лейб-кампанський корпус

24 листопада 1723 року у Кавалерійському залі пройшов великий бенкет з феєрверком на кризі Неви. 9 грудня 1723 року у Великій залі сталися заручини доньки Петра І Ганни Петрівни з герцогом Карлом Фрідріхом Гольштейн-Готторопським.
Велика зала розміром 17,95 на 11,56 метрів, висотою — 6,69 метрів. Стіни вінчали фриз й карниз з падугою. З прямокутного панно звисали 5 панікадил. Саме ця зала стала поховальною для Петра І. У цьому палаці 1725 року помер Петро І.

## Добудова й зміни 1726-31 років
Після смерті Петра І архітектор Доменіко Трезіні добудував для Катерини І Зимовий палац у сторону Великої німецької вулиці (сучасна Мільйонна вулиця) у 1726-27 роках. Також зводяться контур службових корпусів по периметру ділянки й засипають гавань ботика. Замість різних будівель була побудована 2-поверхова будівля з ритмічним скромним фасадом вздовж Великої німецької вулиці й Зимової канавки. З Великої німецької вулиці планувалося зробити в'їзну арку у велике парадне внутрішнє подвір'я.
Створювалися інтер'єри для Петра ІІ.
Останні зміни зовнішнього вигляду було з поверненням 1731 року царського двору з Москви до Петербургу. Проте Ганна Іоанівна оселилася у будинку Федора Апраскіна (будинок Апраскіна став новим царським Зимовим палацом), що стояв нижче по Вищій набережній у сторону Адміралтейства.
За Лизавети Петровни у Старому Зимовому палаці розміщено лейб-кампанську роту, за допомогою якої донька Петра І зайняла царський трон.
У 1783—1787 роках архітектор Джакомо Кваренгі звів на місці Старого Зимового палацу Ермітажний театр.
|                                     |  |                                     |  |                                 |
| Малі палатки Зимового будинку Петра |  | Параднє подвір'я та сані Петра I    |  | Галереї Старого Зимового палацу |
|                                     |  |                                     |  |                                 |
| Арки-галереї парадного подвір'я     |  | Підвал у центральній частині палацу |  |                                 |

## Відкриття Старого Зимового палацу за радянського часу

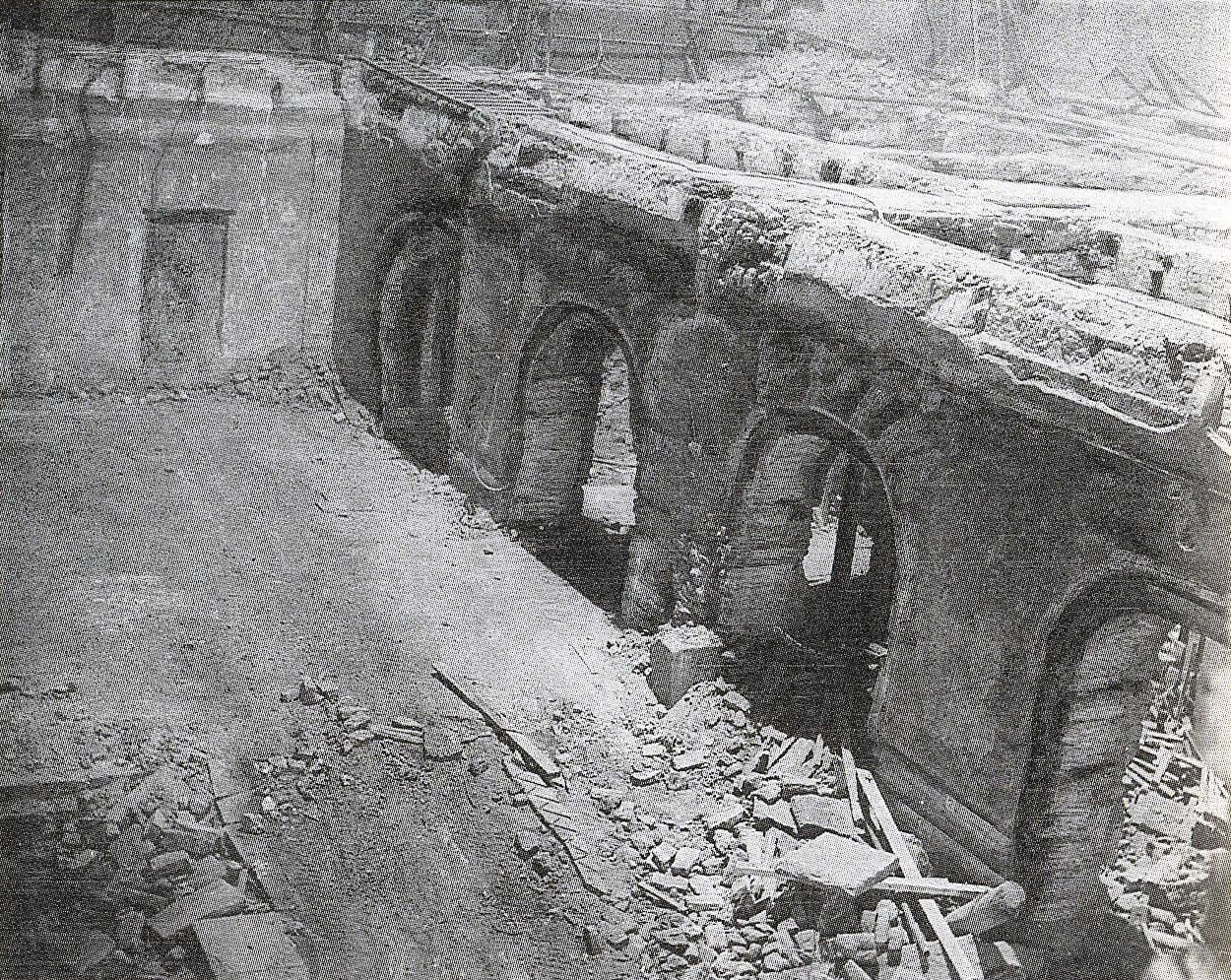
Під сценою театру

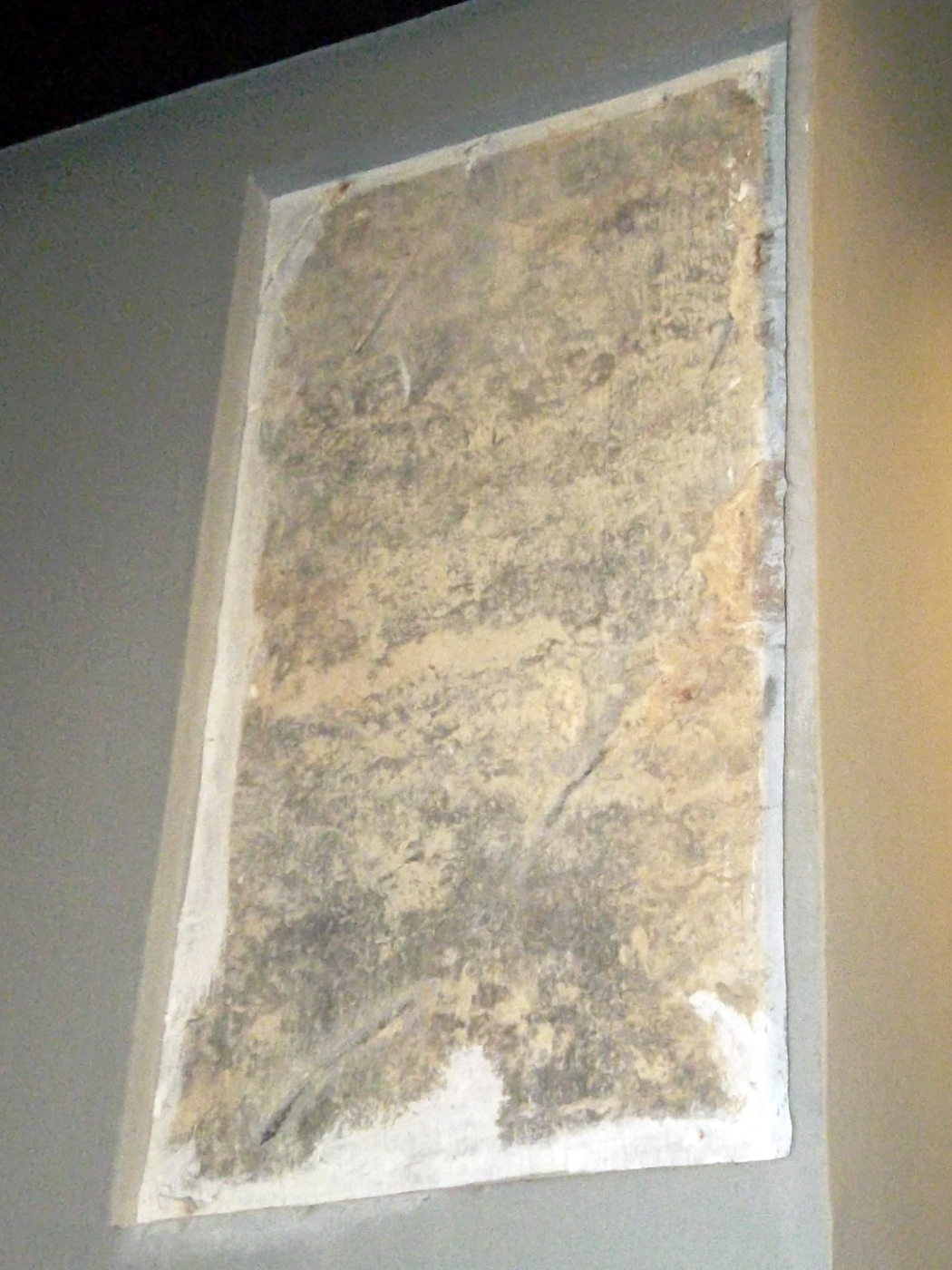
Фрагмент фарби

Вважалося, що Старий Зимовий палац остаточно втрачено з будівництвом Джакомо Кваренгі Ермітажного театру. Проте дослідження головного архітектора Державного Ермітажу Валерія Лукіна у 1976, 1979 й 1981 років, а також натуральні вишукування 1985-87 років дозволили графічно реконстроювати й визначити етапи будівництва Старого Зимового палацу.

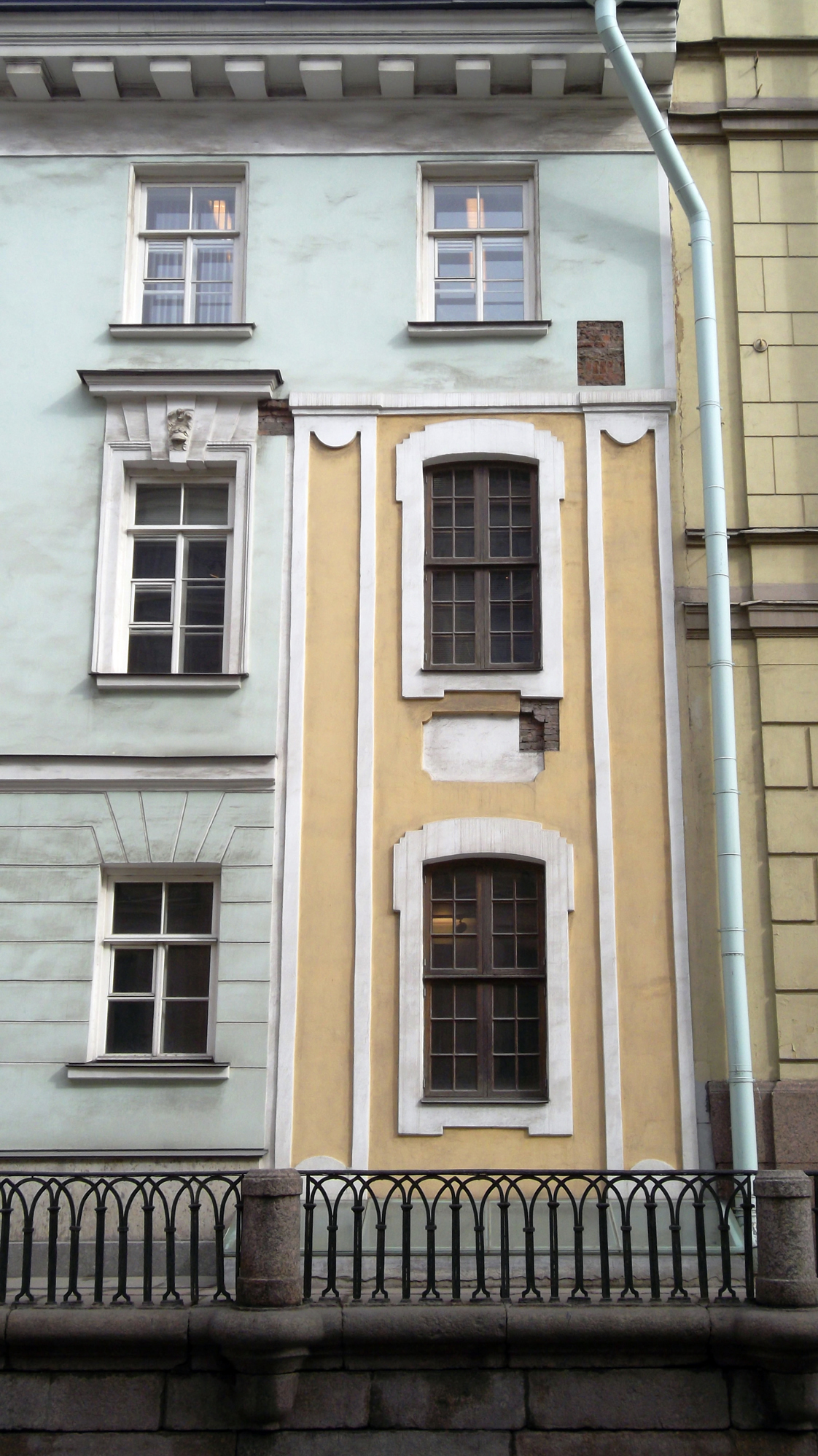
Музеєфікація фасаду палацу

Дослідження довели, що Кваренгі за будівництва Ермітажного театру зберіг окремі стіни цокольного й першого поверхів, а також купи приміщень різного призначення.
Під сценою театру знайдена частина парадного подвір'я, оточеного з двох сторін аркадами обхідних галерей та анфіладами кімнат Зимового палацу. Ділянка у фасаду викладена клінкерною цеглиною часів Петра І, а у вищому шарі — кругляком середини 18 сторіччя.
Знайдені фрагменти фарб на збережених під шарами пізнішої штукатурки рустах й медальйонах. За цими кольорами пофарбували сучасні стіни.
Збереглися декілька кімнат 1-го поверху «Малих палаток» Петра І. У 3-ьох з них за документами відтворені історичні інтер'єри: настінні панно з голландського кахлю, набірні паркети, дубові ставні й палітурки вікон
У кабінеті Петра І збереглися пічка та камін, оздоблені на голландський манер. Меблі складені з колекції Ермітажу, що належали Петру І.
На двох поверхах вздовж Зимової канавки збереглися 12 жилих покоїв Нових набережних палат Катерини І, створених Доменіко Трезіні у 1726-27 роках.

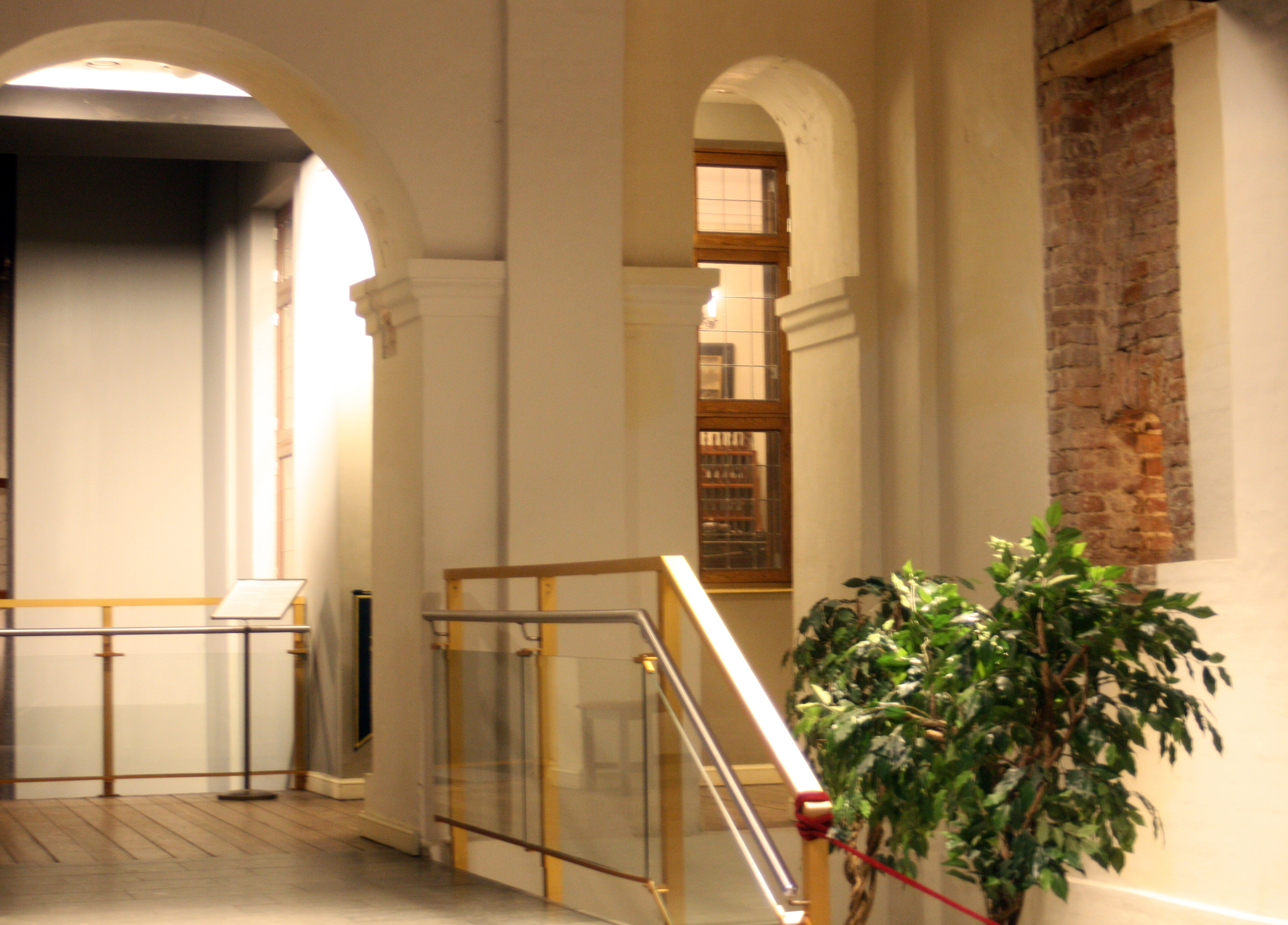
Малі палатки
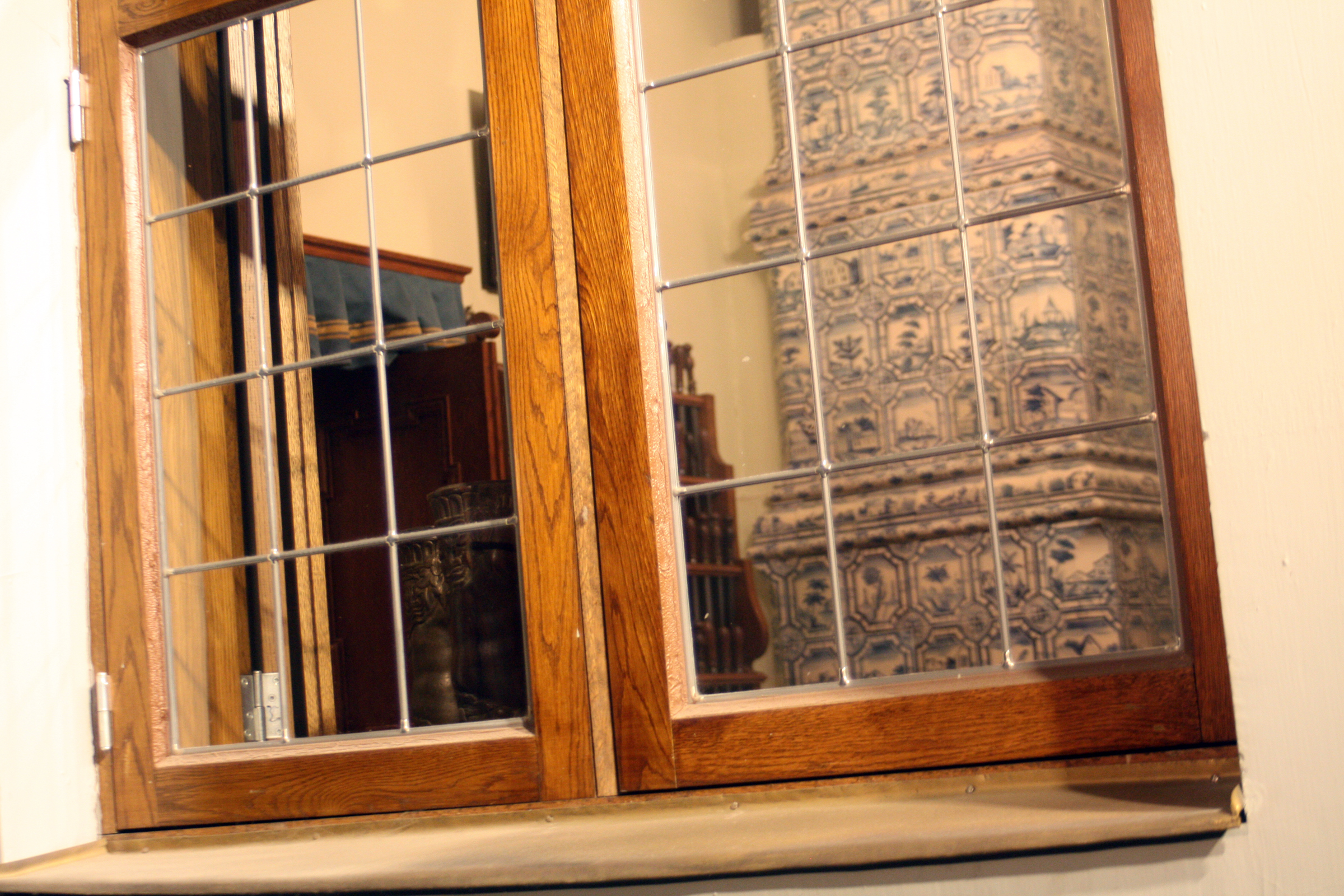
Вікно у Токарню
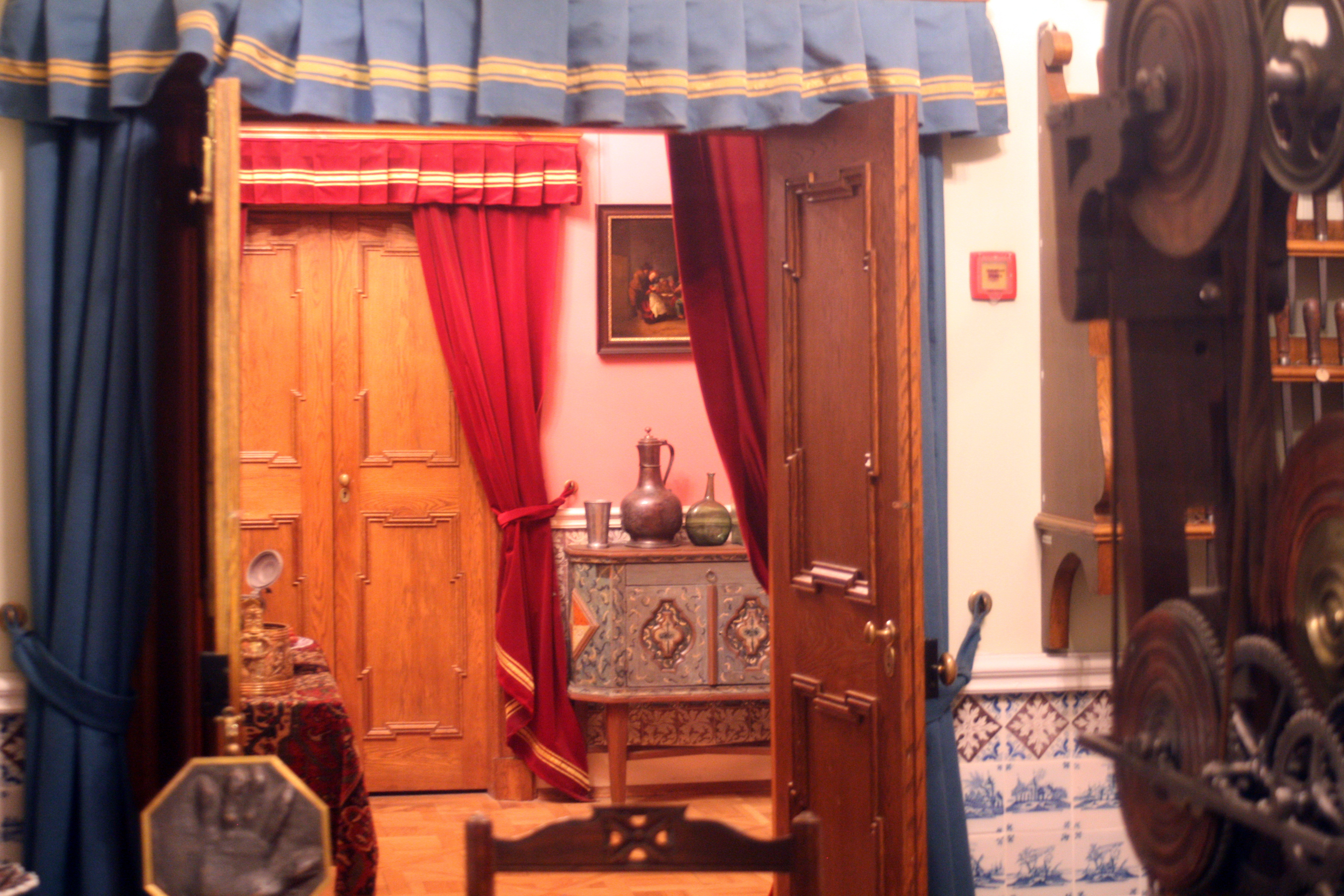
Токарна
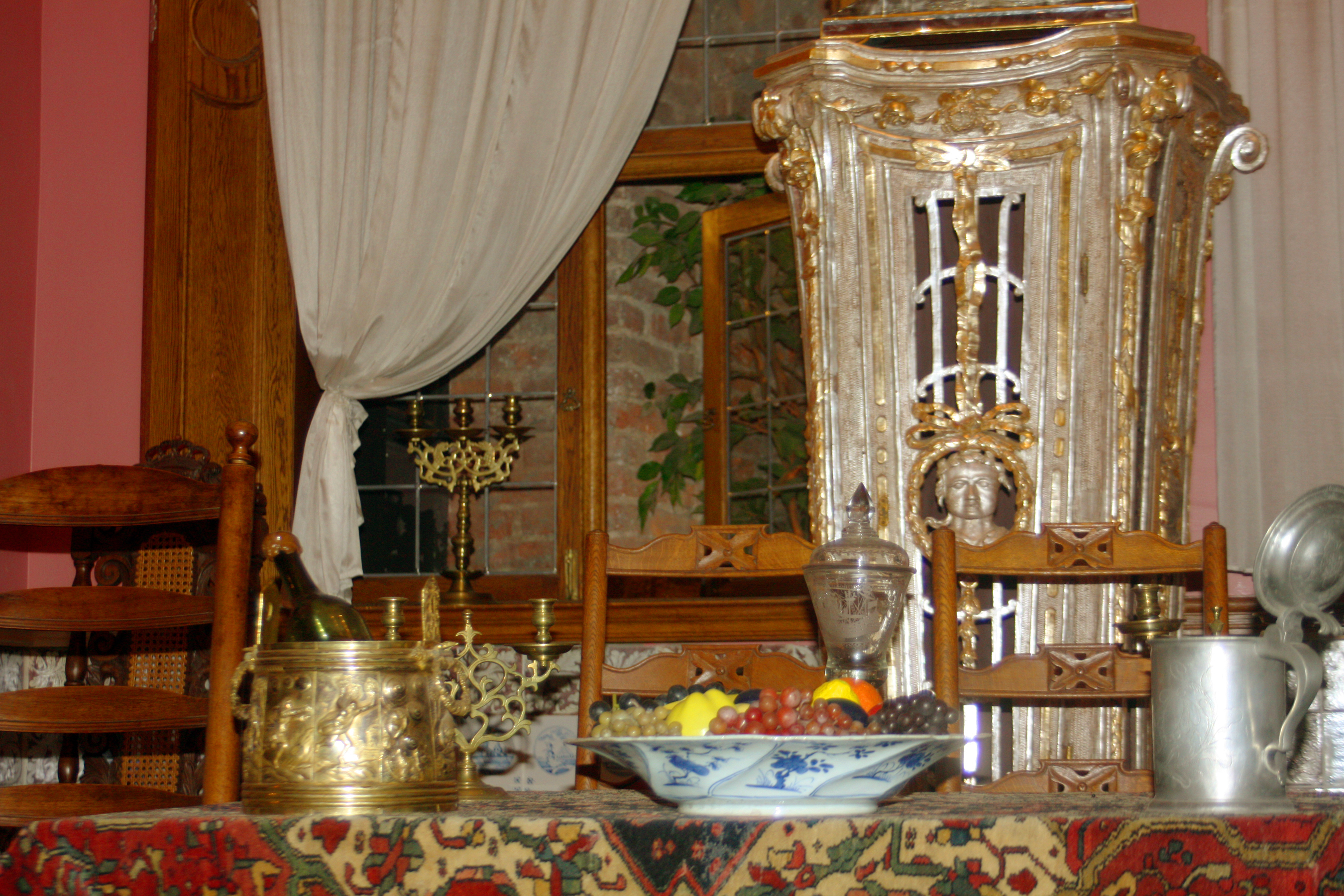
Їдальня
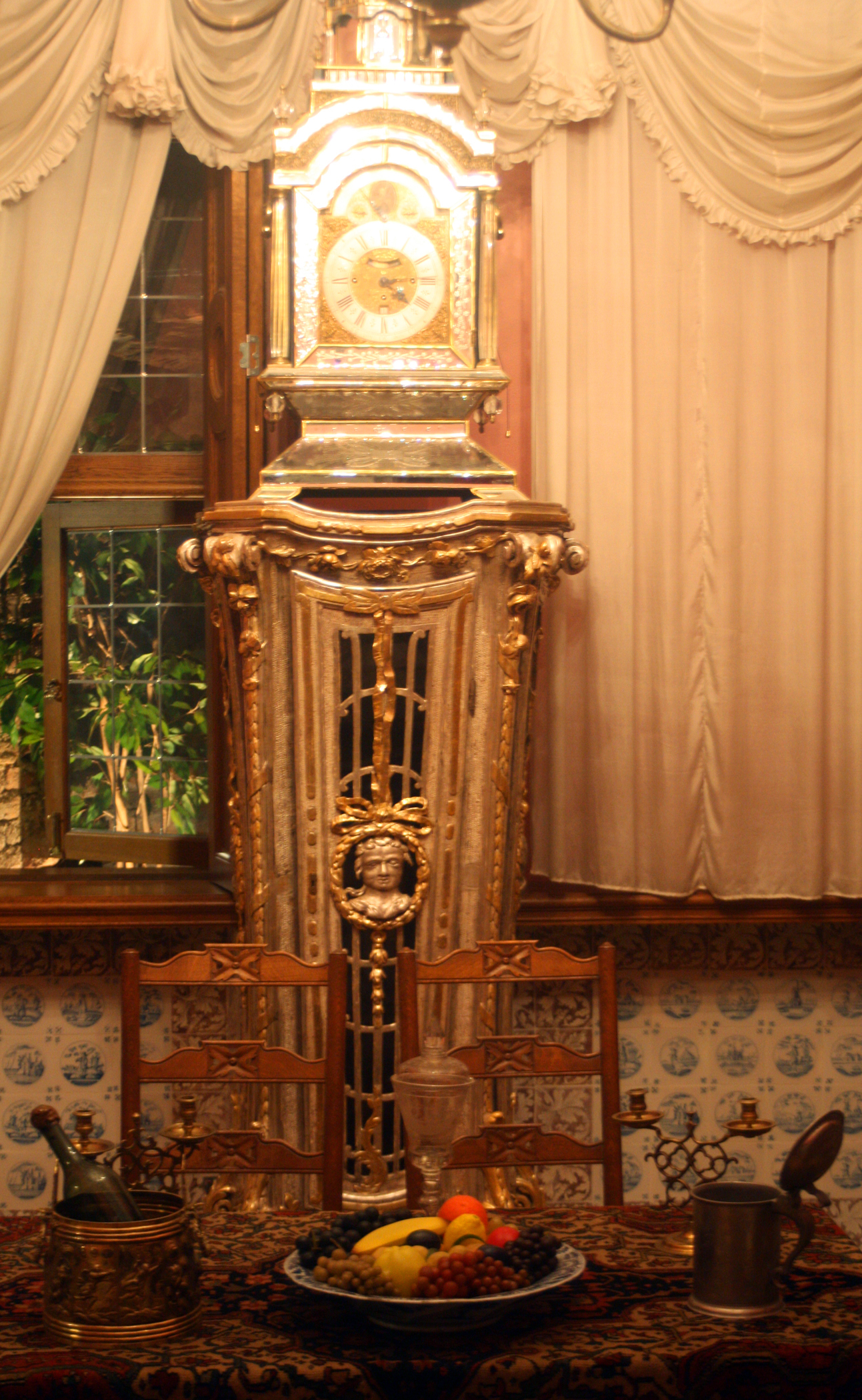
Годинник
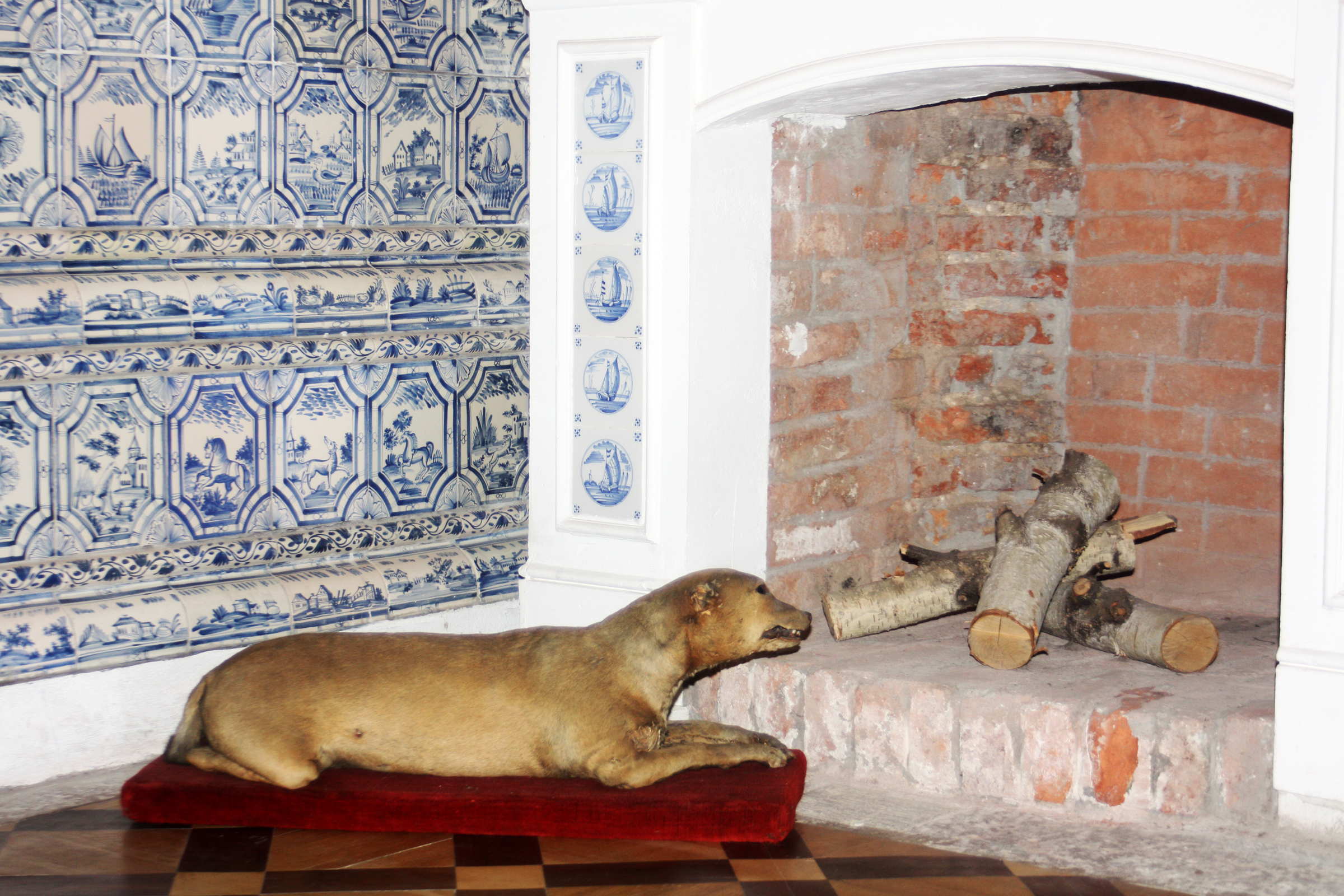
Собака Петра I
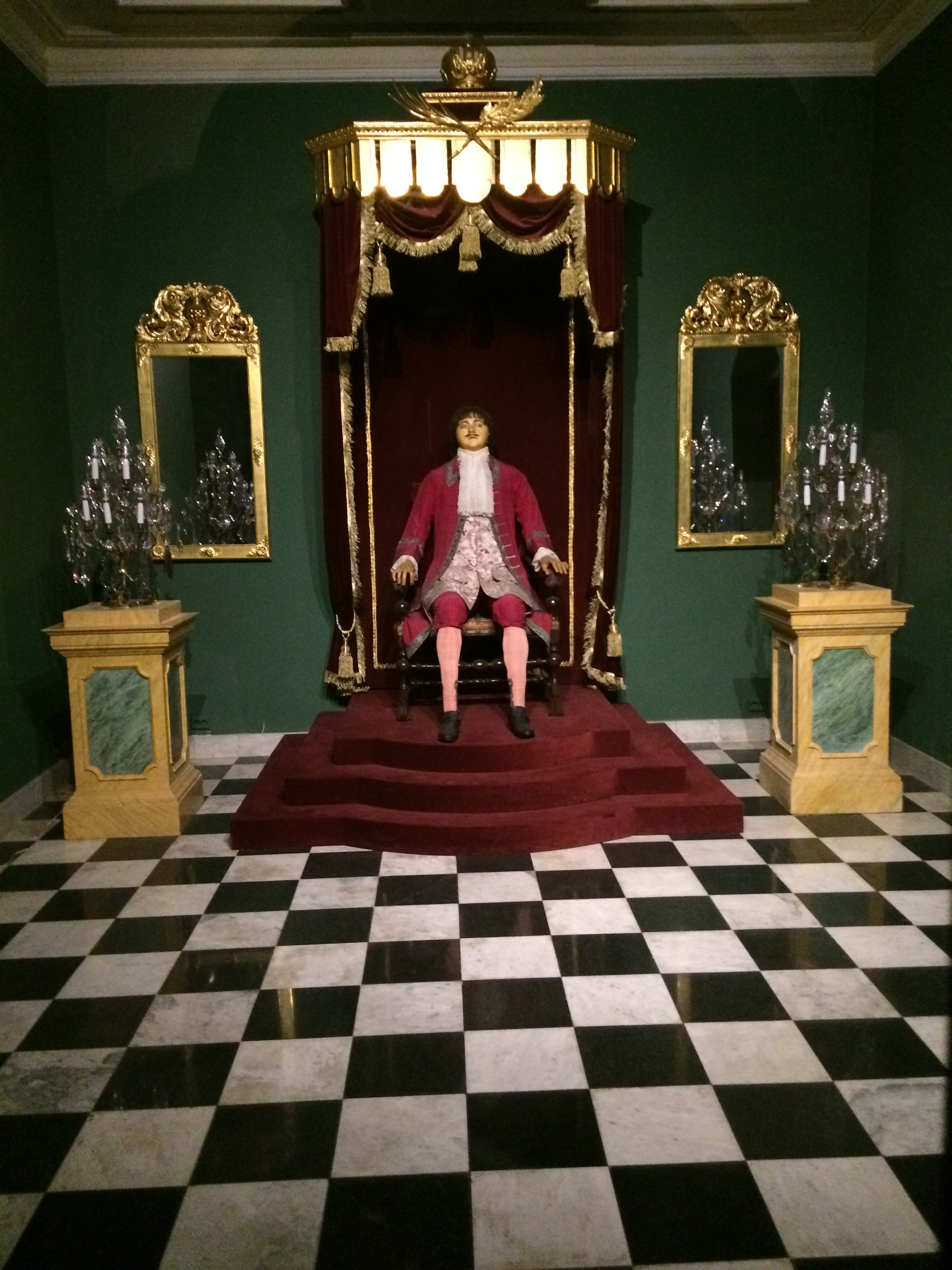
Воскова статуя Петра I